# Rosi Speiser
Rosi Speiser (* 24. November 1951 in Bolsterlang) ist eine ehemalige deutsche Skirennläuferin.
1972 war das erfolgreichste Jahr ihrer Karriere. Sie wurde Deutsche Meisterin im Riesenslalom und belegte bei den Olympischen Spielen 1972 in Sapporo in der Abfahrt und im Riesenslalom jeweils den fünften Platz.
Sie startete für den Ski Club Bolsterlang.